# Pfarrkirche Thalgau

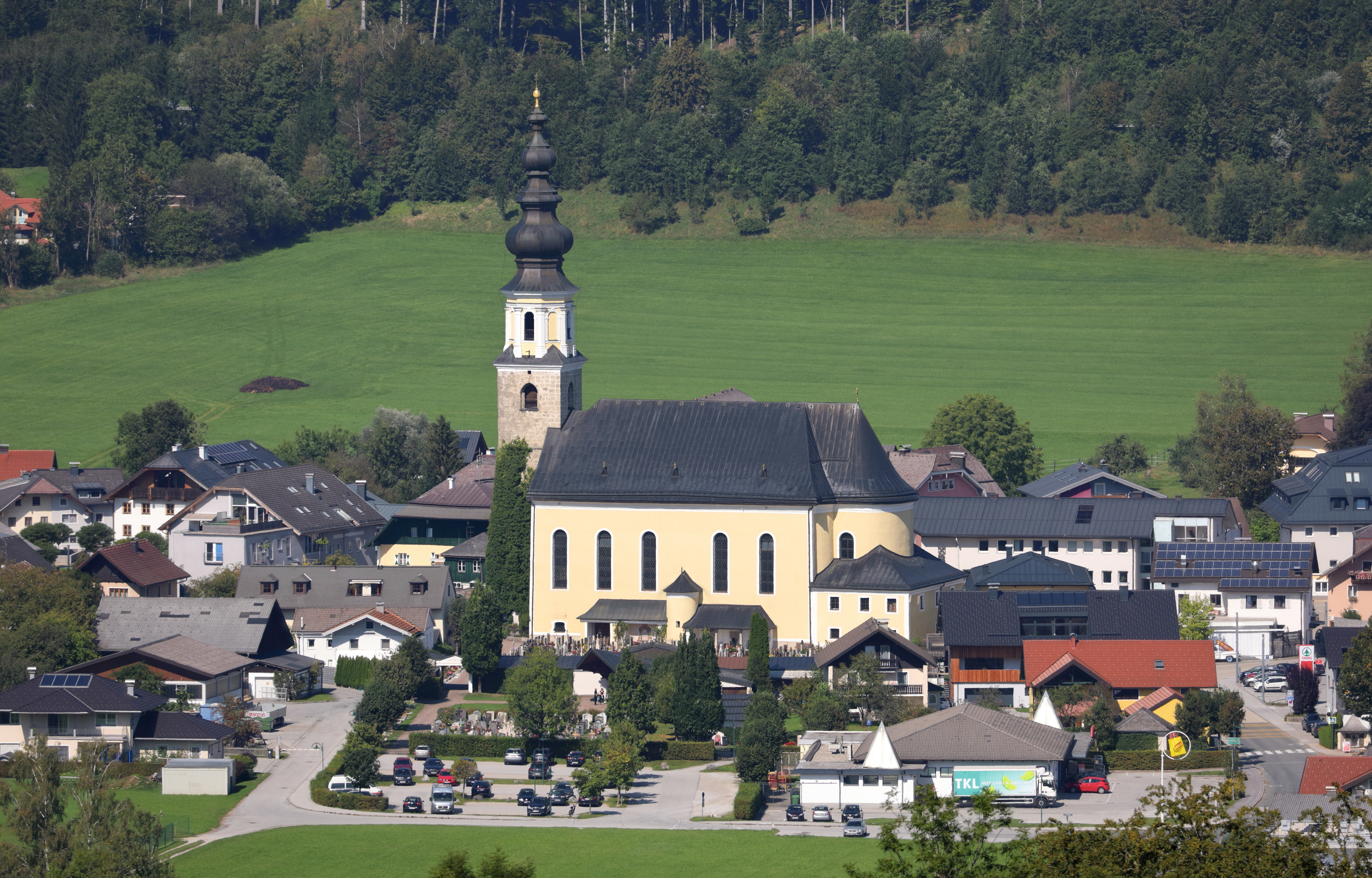
Katholische Pfarrkirche hl. Martin in Thalgau

Langhaus, Blick zum Chor

Langhaus, Blick zur Empore

Die römisch-katholische Pfarrkirche Thalgau steht in der Ortsmitte der Gemeinde Thalgau im Bezirk Salzburg-Umgebung im Land Salzburg. Die dem Patrozinium des Heiligen Martin von Tours unterstellte Pfarrkirche gehört zum Dekanat Thalgau der Erzdiözese Salzburg. Die Kirche steht unter Denkmalschutz (Listeneintrag).

## Geschichte
Urkundlich wurde im frühen 8. Jahrhundert eine Kirche genannt, Reste einer kleinen Saalkirche aus dem 8. bis 10. Jahrhundert wurden 1979 ergraben. Im 11. Jahrhundert entstand eine Chorquadratkirche mit einer Halbrundapsis, im 12. Jahrhundert bestand ein zweischiffiger Bau mit zwei Halbrundapsiden, im 13. Jahrhundert erhielt der zweischiffige Bau einen geraden Abschluss.
Urkundlich wurde 1243 die Pfarre gegründet. Die gotische zweischiffige Kirche mit einem langen polygonalen Chor wurde 1481 geweiht. Der Neubau der Kirche erfolgte von 1747 bis 1749 nach den Plänen des Hofmaurermeisters Tobias Kendler, die Kirchweihe war 1755. Die Kirche wurde 1899 renoviert und 1952 innen restauriert und 1954/1955 sowie 1979/1980 restauriert.

## Architektur
Die spätbarocke Saalkirche mit einem gotischen und barock erhöhten Westturm ist von einem ummauerten Friedhof umgeben.
Das Kirchenäußere zeigt ein mächtiges Langhaus und einen über konvexen Schmiegen eingezogenen flachbogig schließenden Chor mit hohen Rundbogenfenstern und einer umlaufenden Traufkehle. Das Langhaus hat erneuerte Rundbogenportale und nördlich einen Portalvorbau aus 1980, südlich befindet sich ein Rundturm als Aufstieg zur Kanzel, der Rundturm wird von modernen Gruftlauben aus 1954 und einem 1980 erneuerten Portalvorbau flankiert. Der Chor mit einer segmentbogigen Apsis wird von einer niedrigeren zweigeschoßigen Sakristei rechteckig umzogen, der Chor hat Oberlichtportale und Rechteckfenster und eine Traufkehle. Der vorgestellte gotische Westturm zeigt Quadermauerwerk und Schlitzfenster und ist durch Kaffgesimse viergeschoßig gegliedert, das gotische Klanggeschoß hat profilierte spitzbogige Schallöffnungen teils mit zweibahnigen Maßwerkfüllungen, über einem barocken Gesims befindet sich ein pilastergegliederter Achteckaufsatz aus 1701 mit rundbogigen Schall- und Blendfenstern sowie Gebälk und darüber ein Doppelzwiebelhelm aus 1744/1746. Nordseitig steht eine Aufbahrungshalle, die 1969 erweitert wurde.
Außen an der Kirche befindet sich eine Schnitzgruppe Kruzifix und Schmerzhafte Muttergottes aus der Mitte des 18. Jahrhunderts.
Das Kircheninnere zeigt einen weiträumigen hellen Saal mit einheitlicher Gliederung durch marmorierte ionische Pilaster mit mächtigen Gebälkköpfen. Das fünfjochige Langhaus hat eine gedrückte Stichkappentonne mit Gurtbögen, die sich in die Vertikalgliederung fortsetzen, ein schmales geschlossen gewölbtes Zwischenjoch in der Langhausmitte und die in der Deckenwölbung aufgenommenen Ausrundungen der Ostecken werden durch weite Doppelpilasterstellungen mit einem durchlaufenden Gebälken akzentuiert. Die östlichen Schmiegen bilden mit der Kommunionbank ein Vorjoch, die marmorierte Holzbalustrade entstand 1754. In der Westfront befinden sich gotische Turmportale wohl aus dem 15. Jahrhundert, sie sind kräftig und haben mehrfach profilierte Trichtergewände, im Erdgeschoß kielbogig mit schulterbogiger Verstäbung, im Emporengeschoß gedrückt spitzbogig, beide mit bandbeschlagenen Holztoren, seitlich des Erdgeschoßportals befinden sich umbiegende Sockelprofile. Die Turmhalle hat ein Kreuzgratgewölbe. Im Westjoch steht eine Doppelempore auf Flachdecken auf toskanischen Säulen, die Empore hat geschwungene Brüstungen mit Stuckrahmenfeldern, das Obergeschoß ist gestaffelt nach hinten versetzt.
Der Triumphbogen ist eingezogen. Das rechteckige Chorjoch hat ein Stichkappentonnengewölbe. Die Sakristeien unter Flachdecken haben Portale aus Holz mit einer Pilasterrahmung. Die Kästen in den Oratorien tragen Rocaille-Aufsätze aus 1763.

## Einrichtung
Die Einrichtung entstand an die Bauzeit anschließend im Stil des Rokoko durch den Bildhauer Sebastian Eberl, die Altarblätter schufen Benedikt Werkstätter und seine Schule, das Holz wurde marmoriert.
Der Hochaltar aus 1750/1753 entstand nach einem Riss vom Baudirektor Baron Johann Ernst von Keutschach, der Altar mit einer Doppelsäulenstellung setzt die Krümmung der Apsis fort, durch spitzwinkeliges Umbiegen des Gebälks zu mittleren Freisäulen zwickelförmige Seitenräume bildend.
Die Orgel baute 1750/1755 Rochus Egedacher mit einem dreiachsigen Pilastergehäuse, die bekrönende Figur David schuf Sebastian Eberl. Das Werk baute Hans Mauracher 1886 und wurde 1985 durch Walcker-Mayer renoviert und weist 22 Register auf.

## Grabdenkmäler
- Außen an der Kirche gibt es Inschriftgrabsteine von 1589 bis 1598, 1663 und 1680.
- Innen gibt es Grabsteine aus Rotmarmor: Einen spätgotischen Wappenstein 1503, einen Reliefgrabstein mit einer Familie unter einem Kruzifix 1588, zwei Inschrift-Platten mit einer Knorpelwerkrahmung 1676 und 1722, weiters Inschriftsteine 1772 und 1781.